# 赌注之刀
赌注之刀（英語：Stakeknife）是由英国军事情报机关策划的一项针对臨時愛爾蘭共和軍的卧底行动，由弗雷迪·斯卡帕迪奇实施，于2003年5月10日失败，以成功撤回英国告终。

## 資料來源
1. ↑  . 新華網. 2003-05-12. （原始内容存档于2014-12-12）.